# Call My Name (셰릴의 노래)
〈Call My Name〉은 셰릴의 노래이며, 캘빈 해리스가 작곡 및 프로듀싱을 맡았다. 세 번째 정규 앨범 《A Million Lights》의 싱글이다. 영국 싱글 차트 1위를 한 곡이다. 영국 축음기 협회(BPI) 인증 골드 등급을 받은 곡이다.

## 곡 목록
- Digital download[1][2]

1. "Call My Name" – 3:28

- Digital EP[3]

1. "Call My Name" – 3:28
2. "Make You Go" – 3:29
3. "Call My Name" (Wideboys Remix) – 3:11
4. "Telescope" – 2:31